# ビザンティンのモザイク画
『ビザンティンのモザイク画』（Mosaici Bizantini）作品14は、フランコ・チェザリーニが作曲した吹奏楽曲。

## 概要
イタリアのヴェネツィアとパレルモの教会を訪れた作曲者が、そこで見たマタイの福音書を題材にした3つのモザイク画にインスパイアされ、グレゴリオ聖歌やそれに似せたオリジナルの旋律を用いて作曲した。
3曲からなる組曲として構成されているが、それぞれ別の機会に作曲されたものであり、そのため使用楽器やスコアの書法がわずかだが各曲で異なる。第3曲「復活の天使」は、スイスのグレンヘン音楽賞（Musikpreis Grenchen）の1993年度の課題曲として委嘱され、前年の1992年に作曲された。次いで、第1曲「降誕」が、フリブールの市民吹奏楽団ラ・コンコルディア・ド・フリブール（La Concordia de Fribourg）の委嘱で1993年に作曲された。1993年に第2曲「エルサレムの神殿」が作曲されて全曲が完成し、1994年1月14日にオプヴァルデン準州ザルネンにおいて、地元の吹奏楽団でチェザリーニ自身もかつて指揮者を務めていたフェルトムジーク・ザルネン（Feldmusik Sarnen）の演奏、ヨーゼフ・グノス（Josef Gnos）の指揮で全曲の初演が行われた。
演奏時間は、作曲者の指揮、ルガーノ市民フィルハーモニー吹奏楽団（Civica filarmonica di Lugano）の演奏によるCDの表記で19分37秒。楽譜は1993年にスイスのミトローパ（Mitropa Music）から出版されている。

## 編成
| 木管 | 木管                                   | 金管  | 金管                                   | 弦・打 | 弦・打 |
| ---- | -------------------------------------- | ----- | -------------------------------------- | ------ | --- |
| Fl.  | 2, Picc.                               | Crnt. | 2, Tp. 3                               | Cb.    | ● |
| Ob.  | 2 (2ndは第3曲のみ), C.A. (第1,2曲のみ) | Hr.   | 4                                      | Timp.  | ● |
| Fg.  | 2                                      | Tbn.  | 3 (3rdは第1曲のみ), Bass (第2,3曲のみ) | 他     | Snare Drum, Bass Drum, Cymbals (pair, susp.), Tam-Tam, Gongs, Triangle, Chimes, Vibraphone, Bells, Wind Chime |
| Cl.  | 3, E♭, Alto, Bass                      | Bar.  | ●                                      | 他     | Snare Drum, Bass Drum, Cymbals (pair, susp.), Tam-Tam, Gongs, Triangle, Chimes, Vibraphone, Bells, Wind Chime |
| Sax. | Alt. 2 Ten. 1 Bar. 1                   | Tub.  | ●                                      | 他     | Snare Drum, Bass Drum, Cymbals (pair, susp.), Tam-Tam, Gongs, Triangle, Chimes, Vibraphone, Bells, Wind Chime |

## 構成
それぞれキリストの降誕、死、復活を描いた3曲からなる。フルスコアに記された解説には各曲にマタイ福音書からの引用が付されている。なお、出版されている楽譜では各曲のタイトルは以下のように英語表記となっている。
1. 降誕（The Nativity）
2. エルサレムの神殿（The Temple of Jerusalem）
3. 復活の天使（Angel of the Resurrection）